# Nahtsanierung

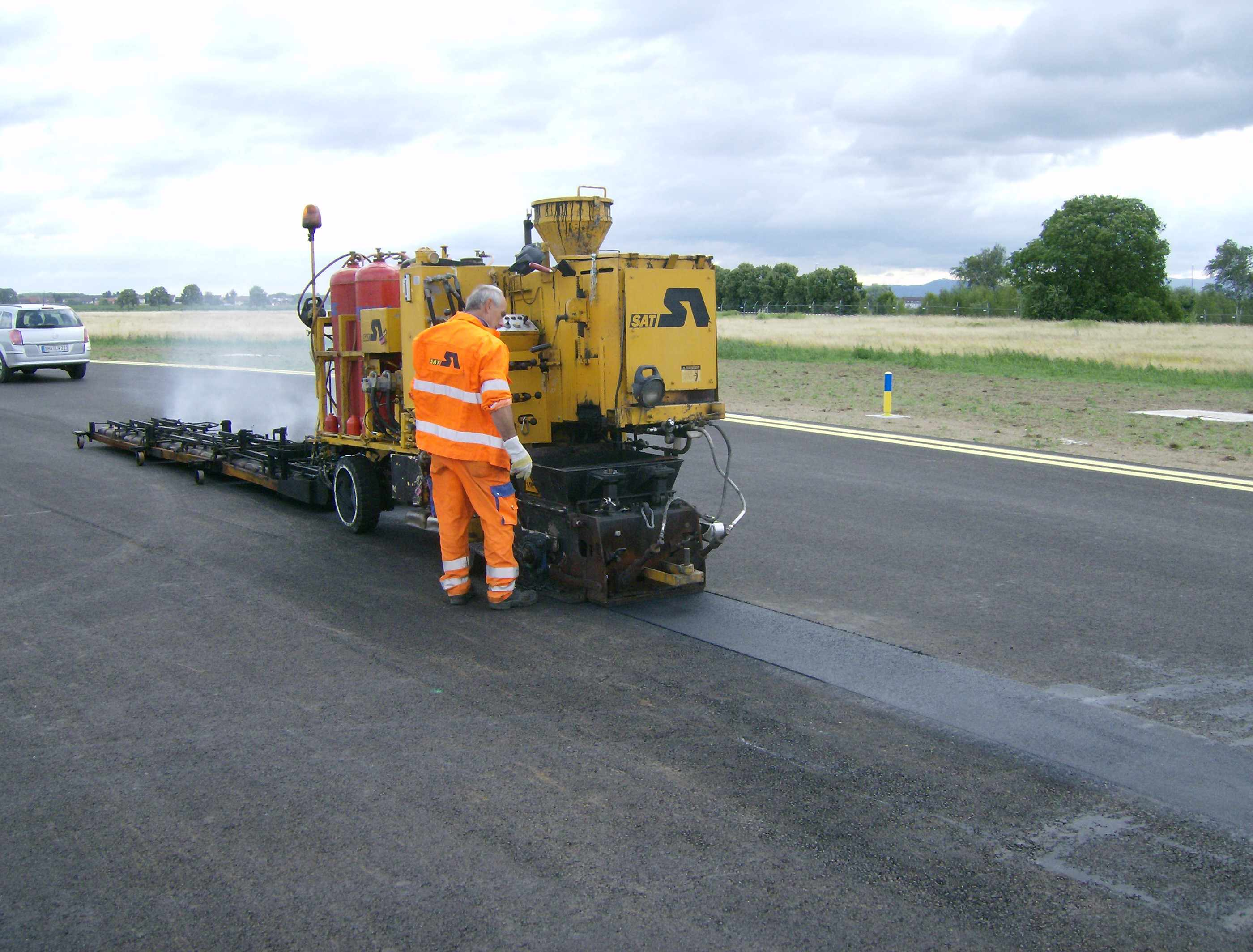
Mittelnahtsanierung im heiß an heiß Einbau

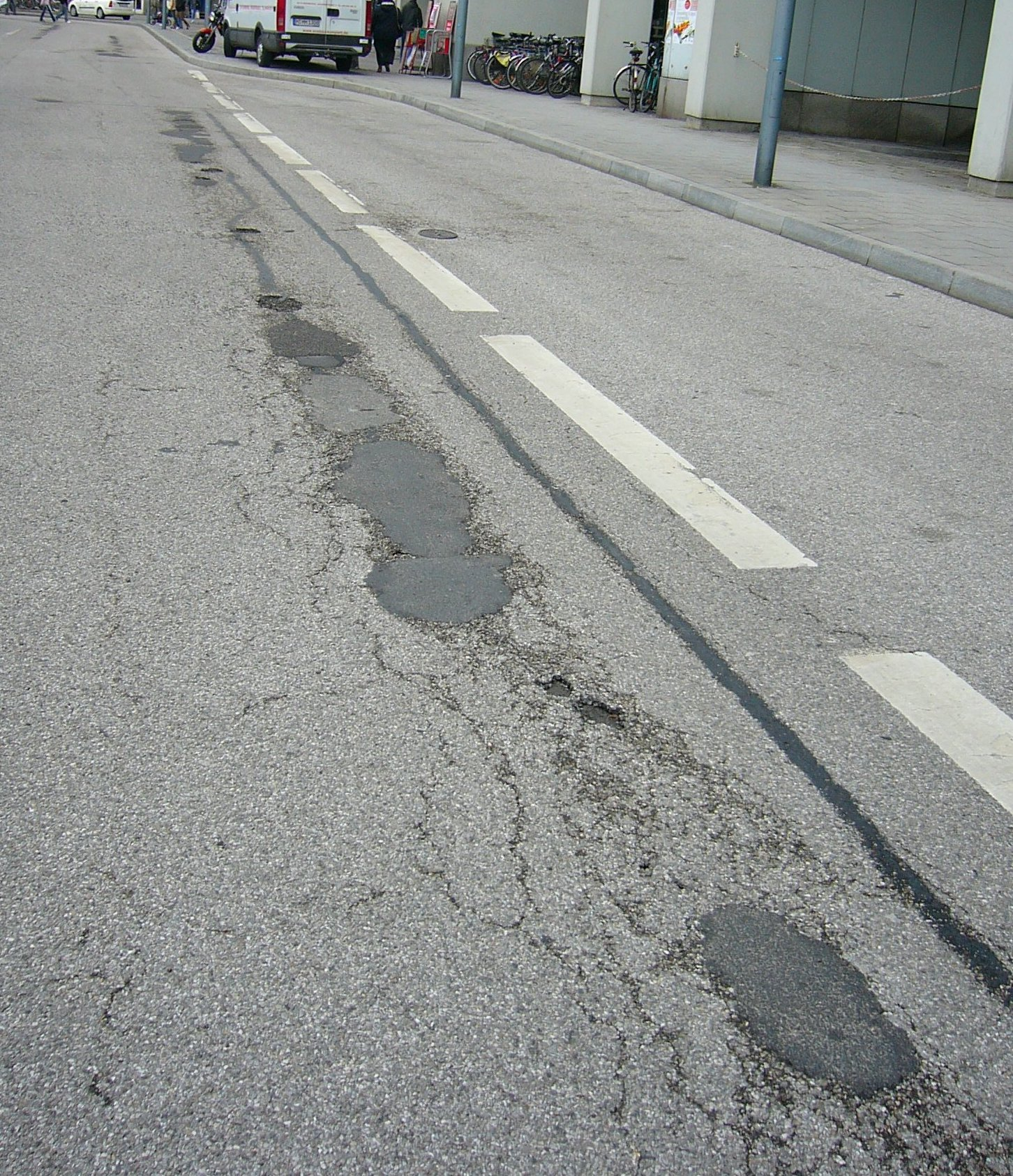
Straßenschäden

Die Nahtsanierung im Asphaltoberbau ist eine Methode der Straßeninstandsetzung spezieller Straßenschäden.

## Notwendigkeit
Beim Straßenbau werden in der Regel die Fahrstreifen in zeitlich versetzten Arbeitsgängen gefertigt. Die Längsnähte/Mittelnähte stellen allgemein einen Schwachpunkt dar, da hier die Bahnen „aneinander gelegt“ werden.
Die Gefahr von Rissbildungen, infolge jahreszeitlich bedingter Spannungen, stellt die Hauptursache bei der Entstehung von oberflächennahen Rissen dar. Erfolgt keine Sanierung dieser Schadstellen, ist ein weiteres Aufreißen vorprogrammiert und die Schädigung der unterliegenden Asphaltschichten nicht mehr zu vermeiden. Die Sanierung tiefer gerissener Nähte erfordert im Verhältnis zur oberflächlichen Nahtsanierung einen ungleich höheren Aufwand.
Hauptgründe für Nahtrisse bzw. Risse im Asphalt
- Das Asphaltmischgut hatte beim Einbau nicht mehr die erforderliche Temperatur
- Die Außentemperaturen waren zu niedrig
- Der Untergrund war zu kalt oder zu feucht

## Sanierungsmöglichkeiten
Eines der gängigen Sanierungsverfahren ist das Schneiden und Vergießen. Hierbei wird an der aufgerissenen Naht rechts und links eine saubere Kante geschnitten. Anschließend wird der gesäuberte Bereich mit Vergussmasse aufgefüllt.
Ein anderes Verfahren ist das sogenannte Nahtremix-Verfahren. Das Verfahren unterscheidet sich wesentlich von dem oben genannten, da die Sanierung hier im „heiß an heiß“-Einbau erfolgt. In einer Arbeitsbreite von 50 bzw. 70 cm wird die Mittelnaht schonend erhitzt, aufgelockert, aufgenommen und unter Zugabe von Ergänzungsmischgut im Mischer gemischt. Anschließend wird das Gemisch heiß an heiß 30 bzw. 60 cm breit in die aufgenommenen Bereiche eingebaut und im heißen Zustand durch Glattmantelwalzen schlüssig mit den Seitenbereichen verbunden. Ein erneutes Aufbrechen der Mittelnähte kann somit ausgeschlossen werden.